# Teile des steirischen Nockgebietes
Teile des steirischen Nockgebietes este o arie protejată (arie specială de conservare — SAC, sit de importanță comunitară — SCI) din Austria întinsă pe o suprafață de 1.998,4 ha, integral pe uscat.

## Localizare
Centrul sitului Teile des steirischen Nockgebietes este situat la coordonatele 46°56′16″N 13°49′20″E / 46.9378°N 13.8222°E.

## Înființare
Situl Teile des steirischen Nockgebietes a fost declarat sit de importanță comunitară în iulie 1998 pentru a proteja 1 specie de plante și 15 specii de animale. Situl a fost protejat și ca arie specială de conservare în decembrie 2006.

## Biodiversitate
Situată în ecoregiunea alpină, aria protejată conține 9 habitate naturale: Pajiști alpine și boreale, Tufărișuri cu Pinus mugo și Rhododendron hirsutum (Mugo-Rhododendretum hirsuti), Pajiști boreale și alpine pe substrat silicios, Pajiști alpine și subalpine calcaroase, Formațiuni ierboase bogate în specii de Nardus, dezvoltate pe substraturi silicioase în zone montane (și în zone submontane, în Europa continentală), Liziere de ierburi înalte hidrofile de câmpie și de nivel montan până la alpin, Formațiuni pioniere alpine de Caricion bicoloris-atrofuscae, Păduri acidofile de Picea de la nivel montan la nivel alpin (Vaccinio-Piceetea), Păduri alpine de Larix decidua și/sau Pinus cembra.
La baza desemnării sitului se află mai multe specii protejate:
- plante (1): Botrychium simplex
- păsări (14): uliu porumbar (Accipiter gentilis), minunița (Aegolius funereus), acvilă de munte (Aquila chrysaetos), mierla de apă (Cinclus cinclus), ciocănitoare neagră (Dryocopus martius), vânturel roșu (Falco tinnunculus), ciuvică (Glaucidium passerinum), Lagopus mutus helveticus, cinghiță alpină (Montifringilla nivalis), pietrar sur (Oenanthe oenanthe), ciocănitoare de munte (Picoides tridactylus), Prunella collaris, cocoșul de mesteacăn (Tetrao tetrix tetrix),  cocoș de munte (Tetrao urogallus)
- pești (1): zglăvoacă (Cottus gobio)

Pe lângă speciile protejate, pe teritoriul sitului au mai fost identificate 6 specii de plante, 1 specie de pești.